# Lemingi
Lemingi (Lemmini) – plemię ssaków z podrodziny karczowników (Arvicolinae) w obrębie rodziny chomikowatych (Cricetidae). Lemingi zamieszkują tereny północnej Europy, Azji i Ameryki Północnej.

## Systematyka
Podział systematyczny karczowników i plemienia Lemmini był przez długi czas niejasny. W niektórych opracowaniach nie umieszczano kladu Lemmini. Brakuje precyzyjnego określenia autora nazwy naukowej taksonu. Jako autorzy są wymieniani: (Gray, 1825) oraz Simpson, 1945. W 2008 roku naukowcy E.V. Buzan i B. Krystufek opublikowali wyniki badań filogenetycznych z wykorzystaniem mitochondrialnego genu cytochromu b, które przedstawiły rewizję dotychczasowego podziału systematycznego. Równocześnie wskazały, że Lemmini należą do podstawowych plemion podrodziny karczowników.
Do plemienia należą następujące występujące współcześnie rodzaje:
- Mictomys F.W. True, 1894 – jedynym żyjącym współcześnie przedstawicielem jest Mictomys borealis (J. Richardson, 1828) – moczarnik północny
- Synaptomys S.F. Baird, 1857 – moczarnik – jedynym żyjącym współcześnie przedstawicielem jest Synaptomys cooperi S.F. Baird, 1857 – moczarnik południowy
- Myopus G.S. Miller, 1910 – lemingowiec – jedynym żyjącym współcześnie przedstawicielem jest Myopus schisticolor (Lilljeborg, 1844) – lemingowiec leśny
- Lemmus Link, 1795 – leming

Opisano również rodzaj wymarły:
- Tobienia Fejfar & Repenning, 1998

## Morfologia
Lemingi są zaliczane do małych gryzoni. Ich ciała (w zależności od gatunku) mają maksymalną długość 10 cm do 13,5 cm, przy masie od 33 do 112 g. Cechą charakterystyczną lemingów jest okresowe wykształcanie większych pazurów w przednich łapach. Późną jesienią środkowe pazury stają się wyraźnie masywniejsze, dzięki czemu zwierzętom łatwiej przekopywać się przez zmarznięte podłoże. Na wiosnę wymiar środkowych pazurów staje się na powrót porównywalny z wymiarami pozostałych pazurów przednich łap.

## Tryb życia
Lemingi nie zapadają w sen zimowy, ale zachowują aktywność przez cały rok. Żerują w dzień i w nocy. Pomiędzy gniazdem a żerowiskiem tworzą sieć podziemnych korytarzy. Lemingi mają wysoką zdolność reprodukcyjną i przy obfitym dostępie do pożywienia rozmnażają się bardzo szybko.

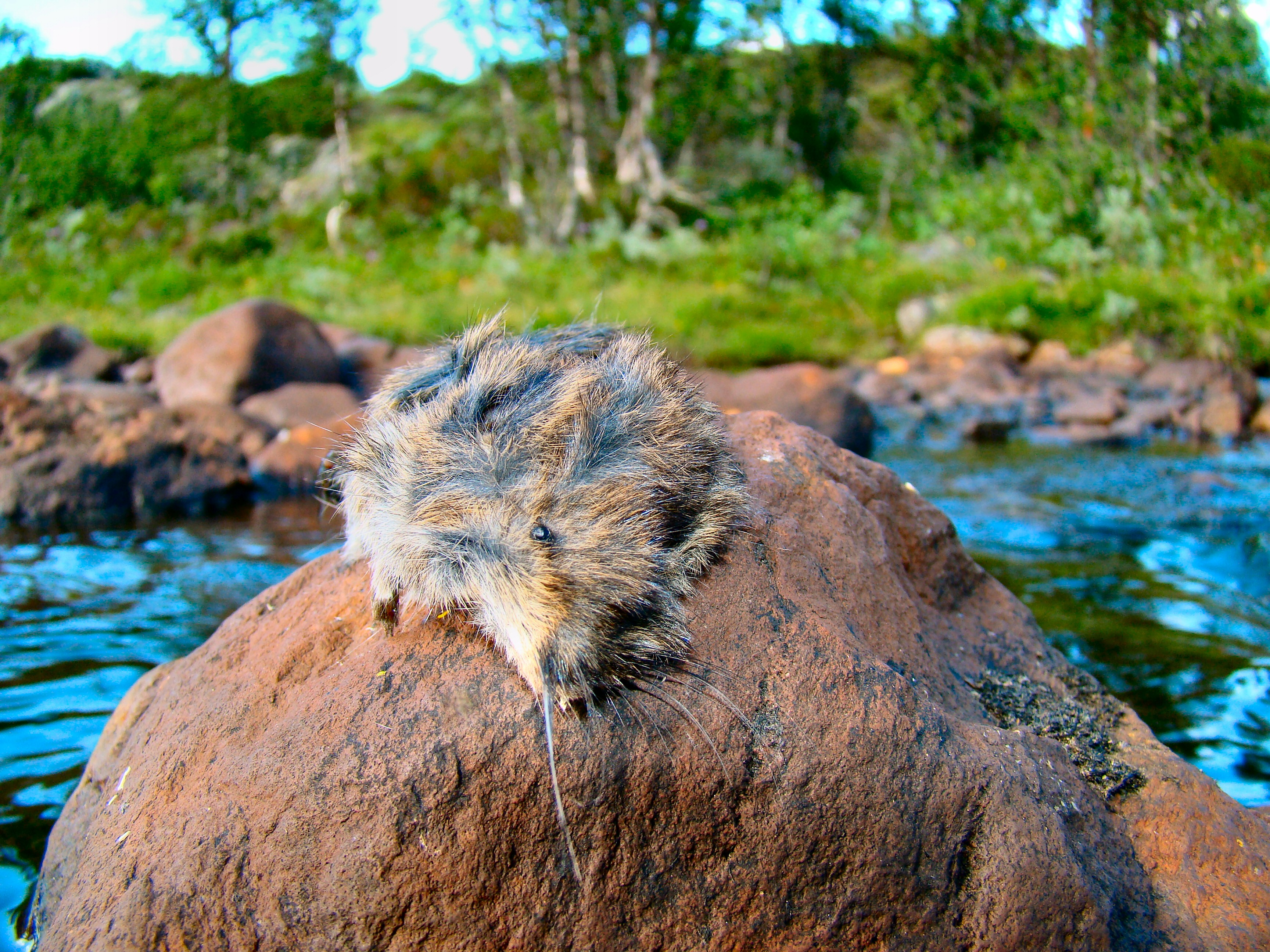
Nieudana przeprawa przez rzekę Revåa w Norwegii

### Biologia wędrówek
W populacjach lemingów występują cykliczne zmiany liczebności. Maksymalne zagęszczenie ma miejsce co 3-4 lata. Istnieje wiele hipotez dotyczących czynników wpływających na cykliczność zmian liczebności lemingów. Jedna z nich zakłada, że czynnikiem tym są związki wytwarzane przez zjadane rośliny. Żadna z hipotez nie znalazła powszechnej akceptacji. Możliwe, że za samoregulację liczebności populacji lemingów odpowiada wiele czynników.
Lemingi, szczególnie z gatunku leming norweski zamieszkującego Skandynawię, wykazują szczególną formę przystosowania się do zmieniających się okresowo warunków środowiska. W sytuacji masowego rozmnożenia się gatunku duże grupy osobników opuszczają przegęszczony teren i wędrują w obrębie areału gatunku, a czasami migrują nawet znacznie dalej. Zwierzęta, zasiedlające zazwyczaj górskie łąki, rozpoczynają migrację w dół dolin, gdzie mogą łączyć się w wielkie gromady. Podczas migracji przebywają rzeki, a nawet wchodzą do morza i płyną przed siebie. Nie potrafią ocenić odległości od celu, a jeśli odpowiednio szybko nie natrafią na ląd (nie są w stanie przepłynąć dystansu większego niż 200 m) – masowo toną. Gryzonie te widywano też biegnące po lodzie, nawet 55 km w głąb oceanu. Podejmowane wędrówki mają charakter trwały – lemingi nie wracają do swoich wcześniejszych siedlisk. Jeśli zatrzymają się na terenach leżących poza zwykłym zasięgiem występowania gatunku, a warunki okażą się niekorzystne, giną. Populacja odtwarza się z osobników, które pozostały w rodzimym siedlisku.

## Rozmieszczenie geograficzne
Lemingi zamieszkują na terenie północnej Europy, Azji i Ameryki Północnej.

### Kopalne ślady występowania lemingów
W okresie nasuwania się lądolodu ssaki strefy umiarkowanej półkuli północnej były zmuszone do wielokrotnych migracji na południe. W tym czasie lemingi docierały nawet do Europy południowej. W okresach międzylodowcowych wracały na północ. Na terenie Europy odkryto wiele kopalnych śladów przodków Lemmini. Skamieniałe szczątki z epoki pliocenu zostały wypreparowane z brekcji kostnej zebranej w niemieckiej kopalni węgla brunatnego koło Wölfersheim. Kopalne szczątki lemingów odkrywano również na terenie Polski.

## Ekologia
Dieta poszczególnych gatunków lemingów jest podobna. Latem dominują w niej pokarmy pochodzenia roślinnego: pędy turzyc i traw, oraz mchy i nasiona, natomiast w okresie zimowym żywią się korą i gałązkami niskich drzew i krzewów. Czasami lemingi zjadają także owady, a w okresach braków pożywienia zjadają także swoich współplemieńców. Lemingi zaliczane są do szkodników upraw rolnych, zwłaszcza w okresach zwiększania się populacji.

## Obecność w kulturze
W masowej kulturze w odniesieniu do lemingów funkcjonuje określenie „masowe samobójstwo”. Mit pojawił się wiele wieków temu w Skandynawii, gdzie w ten sposób starano się wyjaśnić nagłe zmiany liczebności populacji. Lemingi miałyby instynktownie dążyć do samozagłady, aby zapobiec zbytniemu zagęszczeniu populacji.
Mit o „masowym samobójstwie” lemingów ma długą historię, a na jego popularność złożyło się wiele czynników. W roku 1955 Carl Barks, ilustrator w wytwórni Disneya, narysował do magazynu Uncle Scrooge Adventures komiks pt. „Leming z medalionem” (The Lemming with the Locket). Komiks powstał z inspiracji artykułem w magazynie The American Mercury z 1954 i przedstawiał ogromne ilości lemingów, skaczących z norweskich klifów do morza. Na podstawie tego komiksu z kolei powstał jeden z odcinków Kaczych Opowieści pt. „Ulubione zwierzątko Scrooge’a” albo „Ulubieniec Sknerusa”, w oryginale Scrooge’s Pet.
Duży udział w upowszechnieniu błędnej tezy miał także film wytwórni Disneya White Wilderness (1958), pokazujący lemingi skaczące na pewną śmierć do morza. Po 24 latach udowodniono jednak, że scena ta była sfałszowana, podobnie jak poprzedzające ją sceny przedstawiające masową migrację tych zwierząt. W maju 1982 kanadyjska telewizja CBC w cyklu The fifth estate (Piąta władza, program typu śledczego), wyemitowała film Cruel Camera (Okrutna kamera), przedstawiający okrucieństwa wobec zwierząt w przemyśle rozrywkowym. W filmie wykazano, że sceny przedstawione w White Wilderness były zaaranżowane: film nie był kręcony w Norwegii, lecz w kanadyjskim stanie Alberta, gdzie nie występują lemingi; sfilmowane gryzonie kupiono nad Zatoką Hudsona i przywieziono do Calgary; przedstawiona wielka migracja była jedynie zręcznym montażem wielu ujęć wciąż tych samych kilkudziesięciu zwierząt, zaś w kluczowej scenie „masowego samobójstwa” lemingi nie zeskakiwały z urwiska, ale były z niego zrzucane.
W serii gier Lemmings zapoczątkowanej w 1991 roku zadaniem gracza jest powstrzymanie i właściwe ukierunkowanie bezmyślnego marszu gromady tytułowych „lemingów” (postaci nieodzwierciedlających prawdziwych zwierząt), które bez tej interwencji spadłyby z urwiska, weszły w dziurę lub wpadły w inne pułapki.